# Pianeti (singolo Ultimo)
Pianeti è un singolo del cantautore italiano Ultimo, pubblicato il 6 ottobre 2017 come quarto estratto dal primo album in studio Pianeti.

## Descrizione
Il cantautore ha così parlato a proposito del brano:

## Video musicale
Il video musicale, diretto da Emanuele Pisano, è stato pubblicato il 6 ottobre 2017 attraverso il canale YouTube della Honiro.

## Tracce
Testi e musiche di Niccolò Moriconi.
1. Pianeti – 3:44

## Classifiche

### Classifiche settimanali
| Classifica (2018) | Posizione massima |
| ----------------- | ----------------- |
| Italia            | 20                |

### Classifiche di fine anno
| Classifica (2019) | Posizione massima |
| ----------------- | ----------------- |
| Italia            | 57                |